# Johann Seebohm
Johann Karl Seebohm (* 30. Dezember 1793 in Friedensthal; † 28. Dezember 1866 ebenda) war ein deutscher Kaufmann und Politiker.

## Leben
Seebohm war der Sohn des Johann Georg Ludwig Seebohm (1757–1835) und dessen Ehefrau Juliane, geborene von Boerries (1771–1807). Er heiratete am 9. Mai 1821 in Friedensthal Hanna Telgmann (1798–1851). Seebom war Quäker und lebte als Kaufmann in Friedensthal.
Von 1854 bis 1859 sowie von 1862 bis 1864 war er Abgeordneter im Spezial-Landtag für das Fürstentum Pyrmont. Daneben war er von 1861 bis 1864 Abgeordneter im Landtag des Fürstentums Waldeck-Pyrmont. Er wurde im Wahlkreis Pyrmont gewählt.